# کلوخی (قوچان)
کلوخی، روستایی است از توابع بخش مرکزی شهرستان قوچان در استان خراسان رضوی ایران. این روستا تقریباً روستایی کوهپایه‌ای است و زبان مردم این روستا ترکی می‌باشد و محصول اصلی این روستا انگور بوده که در حدود۷۰۰ هکتار باغ انگور در این روستا وجود دارد. طبیعت زیبا و کوهستانی این روستا مخصوصاً پلکانی بودن آن مکان مناسبی برای گردشگران وطبیعت دوستان می‌باشد.

## جمعیت
این روستا در دهستان قوچان عتیق قرار داشته و براساس سرشماری سال ۱۳۸۵جمعیت آن ۹۷۶ نفر (۲۳۸ خانوار) بوده‌است.